# 拉斐尔·韦尔登
W·F·拉斐尔·韦尔登（英語：Walter Frank Raphael Weldon，1860年3月15日—1906年4月13日）是一位英国进化生物学家，生物統計學的奠基人之一，1890年当选皇家学会会士，1889-1899年间任伦敦大学学院乔德雷尔动物学和比较解剖学教授，1899-1906年间任牛津大学林纳克动物学教授。